# Сивоглав дебелоклюн синигер
Сивоглавите дебелоклюни синигери (Psittiparus gularis) са вид птици от семейство Коприварчеви (Sylviidae).

## Разпространение и местообитание
Разпространени са във влажните планински гори на южен Китай, Югоизточна и Южна Азия.